# Прапороносці (роман)
«Прапороносці» — лірико-філософський роман-реквієм, трилогія українського радянського письменника Олеся Гончара про події німецько-радянської війни. Роман написаний в 1946-1948 роках і складається з частин: «Альпи» (1946), «Голубий Дунай» (1947), «Злата Прага» (1948). Вперше опублікований в журналі «Вітчизна», згодом — окремим виданням. Робота удостоєна двох Сталінських премій.
Роман перевидавалися в СРСР та за кордоном різними мовами близько 150 разів.
Роман присвячений темі долі людини на війні. В романі також оспівані характерні для соціалістичного реалізму так звані «масовий героїзм» та «ратний подвиг».

## Критика
На думку Тамари Гундорової, роман наповнений «оптимістичним соціалістичним кітчем». Дослідниця показує, що роман «підкреслено сталінський».
|  | Фактично, у романі Гончара стверджується, що перемога у війні відбулася не внаслідок мужності простих солдатів і не внаслідок мудрості воєначальників, а лише завдяки визначальній силі ленінізму і Сталіна як уособлення останнього. |

У пізніших виданнях текст роману очищений від згадок Сталіна, «хоча незмінною лишається міфологема «справедливої армії», яка заявлена на початку роману як основний ідеологічний код тексту». Таким чином, за версією Гундорової, Гончар «підставляє на місце сталінізму ідею патріотизму», яка «зрощується з радянським шовінізмом і набуває імперіалістичних ознак».

## Вистава за романом
1975 року в Львівському академічному драматичному театрі імені Марії Заньковецької за романом «Прапороносці» поставили виставу, приурочену до «30-річчя перемоги над фашизмом». Постановник — головний режисер театру Сергій Данченко, головний художник — Мирон Кипріян, а писати музику доручили Володимирові Івасюку.  
Музика спектаклю містить три пісні на вірші Гончара, які той написав ще до створення роману. Фонограми Івасюк записував з симфонічним оркестром у Києві, оскільки у Львові для цього не було умов. Камертоном спектаклю стала пісня «Полкове знамено».